# Пинзеник Віктор Михайлович
Ві́ктор Миха́йлович Пинзе́ник (нар. 15 квітня 1954, Смологовиця, Іршавський район, Закарпатська область) — український політик і економіст (доктор економічних наук з 1989 р., професор з 1991 р.), голова партії «Реформи і порядок» (жовтень 1997— лютий 2010).
Міністр фінансів і віце-прем'єр кількох урядів України (востаннє посаду міністра фінансів займав з 18 грудня 2007 р. до 17 лютого 2009 р.).
Народний депутат України 1, 2, 3, 4, 6, 7, 8-го скликань.

## Освіта
Закінчив Львівський державний університет імені Івана Франка (економічний факультет; економіст, 1975), аспірантуру ЛДУ (1979), докторантуру Московського державного університету імені Михайла Ломоносова (1989).
Кандидатська дисертація «Економічні проблеми стимулювання підвищення рівня якості продукції (на матеріалах підприємств машинобудівної промисловості)» (Львівський політехнічний інститут, 1980).
Докторська дисертація «Ціни у механізмі управління якістю машинобудівної продукції виробничо-технічного призначення» (Московський державний університет, 1989).

## Життєпис
1975—1981 — асистент
1981—1987, 1990 — доцент
1987—1989 — старший науковий працівник
1990 — професор Львівського державного університету ім. І.Франка
1989—1992 — перший директор Львівського інституту менеджменту.
1991—1992 — завідувач кафедри економіки і управління народним господарством економічного факультету Львівського державного університету ім. І.Франка.
Народний депутат України 1-го скликання з грудня 1991, член Комісії з питань економічної реформи та управління народним господарством.
Березень — жовтень 1992 — заступник голови Колегії з питань економічної політики Державної думи України.
27 жовтня 1992 — 13 серпня 1993 — міністр економіки України, віце-прем'єр-міністр України з економіки.
З вересня 1993 — голова Українського фонду підтримки реформ.
Народний депутат України 2-го скликання з березня 1994 до квітня 1998, висунутий виборцями. Член Комітету з питань фінансів і банківської діяльності. Член депутатської групи «Реформи».
31 жовтня 1994 — серпень 1995 — Перший віце-прем'єр-міністр України.
3 серпня 1995 — вересень 1996 — віце-прем'єр-міністр України.
Вересень 1996 — квітень 1997 — віце-прем'єр-міністр України.
Був головою Ради з питань економічної реформи при Президентові України з грудня 1994, головою Національної ради з питань статистики при Президентові України з квітня 1995.
Народний депутат України 3-го скликання з березня 1998 по квітень 2002; член Комітету з питань фінансів і банківської діяльності з липня 1998, керівник фракції ПРП «Реформи-центр» з грудня 1998.
Член Державної комісії з проведення в Україні адміністративної реформи з липня 1997 по січень 1999.
Позаштатний радник Президента України з питань економічної політики з вересня 1994 по січень 2000.
2002 — учетверте обраний до Верховної Ради України за списком блоку Віктора Ющенка «Наша Україна», 5-й номер у списку. Член парламентського Комітету з питань фінансів і банківської діяльності, перший заступник голови фракції «Наша Україна».
Лютий 2005—2006 — міністр фінансів України в урядах Юлії Тимошенко та Юрія Єханурова.
На парламентських виборах 2006 року балотувався за списками блоку «Пора-ПРП», але до Верховної Ради не потрапив — блок не подолав 3%-ний бар'єр.
Народний депутат України 6-го скликання (листопад — грудень 2007) від Блоку Юлії Тимошенко, № 6 в списку. На час виборів: тимчасово не працював, член ПРП. Заступник голови фракції «Блок Юлії Тимошенко» (листопад-грудень 2007). Склав депутатські повноваження 19 грудня 2007 через призначення міністром фінансів України в другому уряді Юлії Тимошенко.
12 лютого 2009 подав заяву про звільнення з посади міністра фінансів України — на тлі незгоди з бюджетною політикою уряду в часи фінансово-економічної кризи. 17 лютого Верховна Рада погодилася відправити Пинзеника у відставку.
Лютий 2010 — з'їзд ПРП обрав на місце В.Пинзеника головою партії Сергія Соболєва.
Січень 2011 — призначений заступником голови Наглядової ради АТ «УкрСиббанк».
28 жовтня 2012 обраний народним депутатом України 7-го скликання від партії «УДАР». Заступник голови фракції, член Комітету України з питань економічної політики.
Почесний доктор Національного університету «Києво-Могилянська академія» (з 1996) та Тернопільської академії народного господарства.
Заслужений економіст України з квітня 2004.
Указом Президента України № 336/2016 від 19 серпня 2016 року нагороджений ювілейною медаллю «25 років незалежності України».
З серпня 2019 року — представник держави у складі наглядової ради ПАТ «Магістральні газопроводи України».

## Громадська діяльність
Входить до Поважної ради Громадської ініціативи «Орден святого Пантелеймона».

## Родина
- Дружина: Марія Романівна Пинзеник
- Діти: Ольга, Юлія, Володимир та Віталій
- Племінниця: Пинзеник Олеся Олександрівна, депутат Київради.[5]

## Доробок
Автор понад 400 статей, книг:
- «Матеріальне стимулювання підвищення рівня якості праці» (1985)
- «Ціни і якість продукції виробничо-технічного призначення» (1988)
- «Азбука повного госпрозрахунку» (1991)
- «Коні не винні, або реформи чи їх імітація» (1998, 1999)
- «Популярна Економіка. Як зрозуміти економіку та полюбити її»(2024)